# Telerig
Telerig (bułg. Телериг) – chan bułgarski w latach 772–777.
Początkowa data jego panowania nie jest pewna. Zdaniem Tadeusza Wasilewskiego i Georga Ostrogoskiego panował od 772 roku, natomiast Jordan Andrejew, Iwan Łazarow i Płamen Pawłow proponują rok 768. Telerig doszedł do władzy w wyniku obalenia przez stronnictwo wojenne chana Pagana. Jego krótkie panowanie obfitowało w liczne zwroty sytuacji. Wiosną 773 roku niezmordowany cesarz bizantyński Konstantyn V podjął kolejną, ósmą już wyprawę przeciw Bułgarii z udziałem floty, która na 2000 łodzi przewiozła pod Warnę około 24 000 konnych żołnierzy. Telerig obronił Warnę za wałami wzniesionymi jeszcze przez Terweła, był jednak zmuszony poprosić o pokój. Wojna zakończona w 774 w następnym roku wybuchła na nowo. Telerig wysłał do Macedonii armię z zamiarem przesiedlenia do wyludnionej Bułgarii mieszkającego nad Wardarem w tzw. Berzitii północnomacedońskiego plemienia Brsjaków. Konstantyn V zgromadził naprędce, pod pozorem wyprawy na Arabów, wojsko i rozbił 12 tysięczny oddział bułgarski.
Po klęsce wyprawy Telerig doszedł do wniosku, że wśród jego świty działają zdrajcy, informujący cesarza o wszystkich jego planach. Wysłał więc do cesarza podstępny list, w którym powiadomił go o własnych kłopotach, błagając o pomoc w ucieczce i możliwość schronienia się na cesarskim dworze w Konstantynopolu. W tym celu poprosił cesarza o listę osób, do których może się zwrócić podczas przygotowań do ucieczki. Konstantyn V, pewien, że zdobył kolejnego stronnika, ponieważ w przeszłości kilkakrotnie zdarzało się, iż chanowie zwracali się o pomoc, łatwowiernie wysłał Telerigowi taką listę. Dokładnie według tej listy Telerig schwytał i zabił wszystkich zdrajców, rozbijając stronnictwo probizantyjskie. W efekcie Konstantyn V zorganizował kolejną wyprawę przeciw Bułgarom, podczas której jednak zmarł 14 września 775 roku. Pozbawione wodza wojska powróciły do Bizancjum.
W 777 r. rzeczywiście wybuchł przeciw Telerigowi bunt, i chan musiał uciekać z kraju. Schronił się wtedy w Konstantynopolu, na dworze bizantyńskim. Cesarz Leon IV, syn i następca Konstantyna V nadał mu tytuł patrycjusza. Telerig ochrzcił się przyjmując imię Teofilakta i pojął za żonę krewną cesarzowej Ireny. Telerig pozostał w Konstantynopolu do końca życia.